# Júlio César de Oliveira
Júlio César de Oliveira, född 4 februari 1986, är en friidrottare från Brasilien. Han deltog vid olympiska sommarspelen 2016.